# Christian Guevara
Christian Guevara Ávalos (Jesús María, Lima, 23 de octubre de 1984) es un exfutbolista peruano. Jugaba de mediocampista. Tiene 40 años.  Es hermano de Renzo Guevara.

## Trayectoria
Empezó a los 15 años en el fútbol, cuando su tío lo llevó al Sport Boys del Callao categoría 84. Debutó en el 2003, a los 18 años, frente al Estudiantes de Medicina y jugó los últimos 30 minutos. Se mantuvo en el Sport Boys hasta el 2006 y al siguiente año fue contratado por el Cienciano del Cuzco. En 2015 descendió con Sport Loreto.

## Selección nacional
Ha sido internacional con la Selección de fútbol del Perú en la categoría Sub-23.

## Clubes
| Club                | País | Año         |
| ------------------- | ---- | ----------- |
| Sport Boys          | Perú | 2002-2006   |
| Cienciano           | Perú | 2007-2009   |
| Alianza Atlético    | Perú | 2010        |
| Cienciano           | Perú | 2011        |
| Sport Huancayo      | Perú | 2012        |
| Pacífico FC         | Perú | 2013        |
| Carlos A. Mannucci  | Perú | 2014        |
| Atlético Minero     | Perú | 2015        |
| Cultural Santa Rosa | Perú | 2016 - 2017 |

- Datos: Q5767444